# Krakowiacy

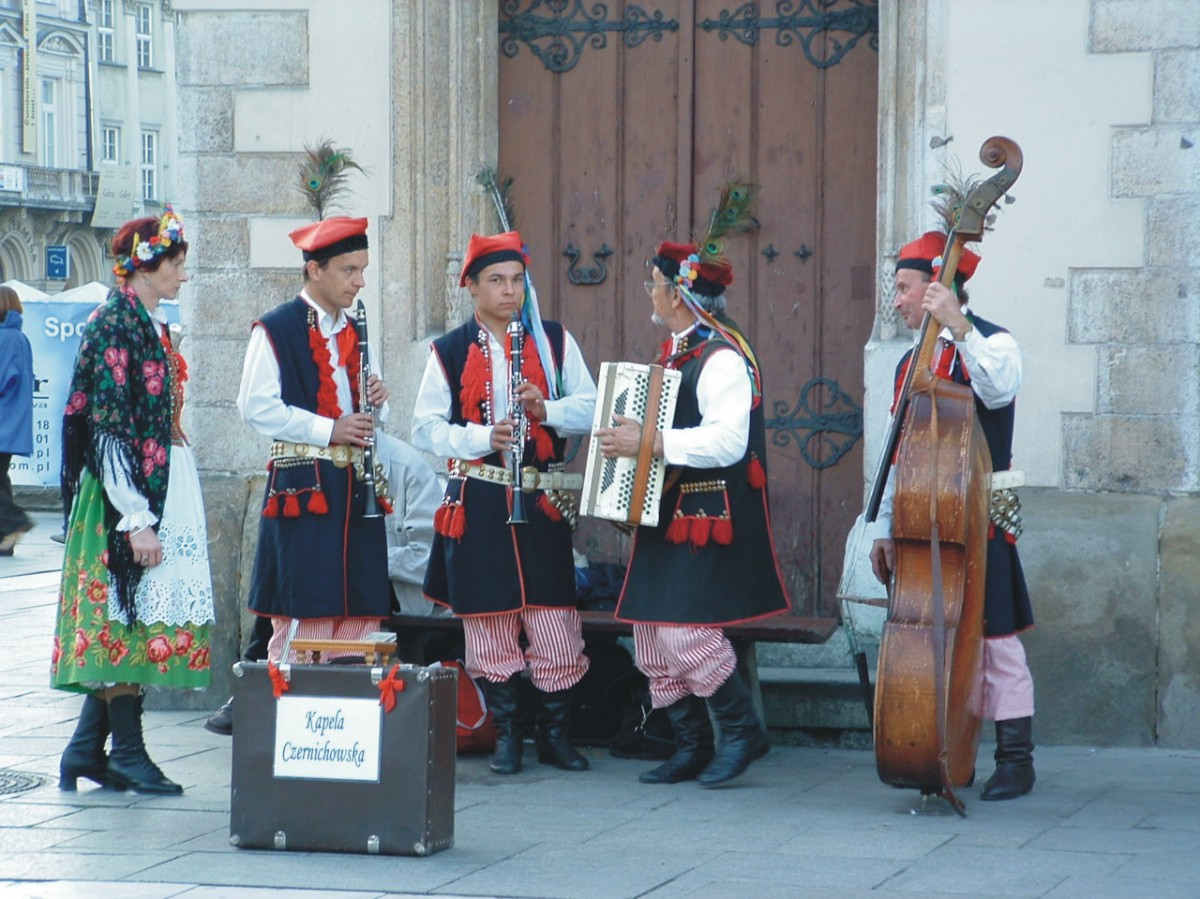
Krakowiacy w strojach ludowych

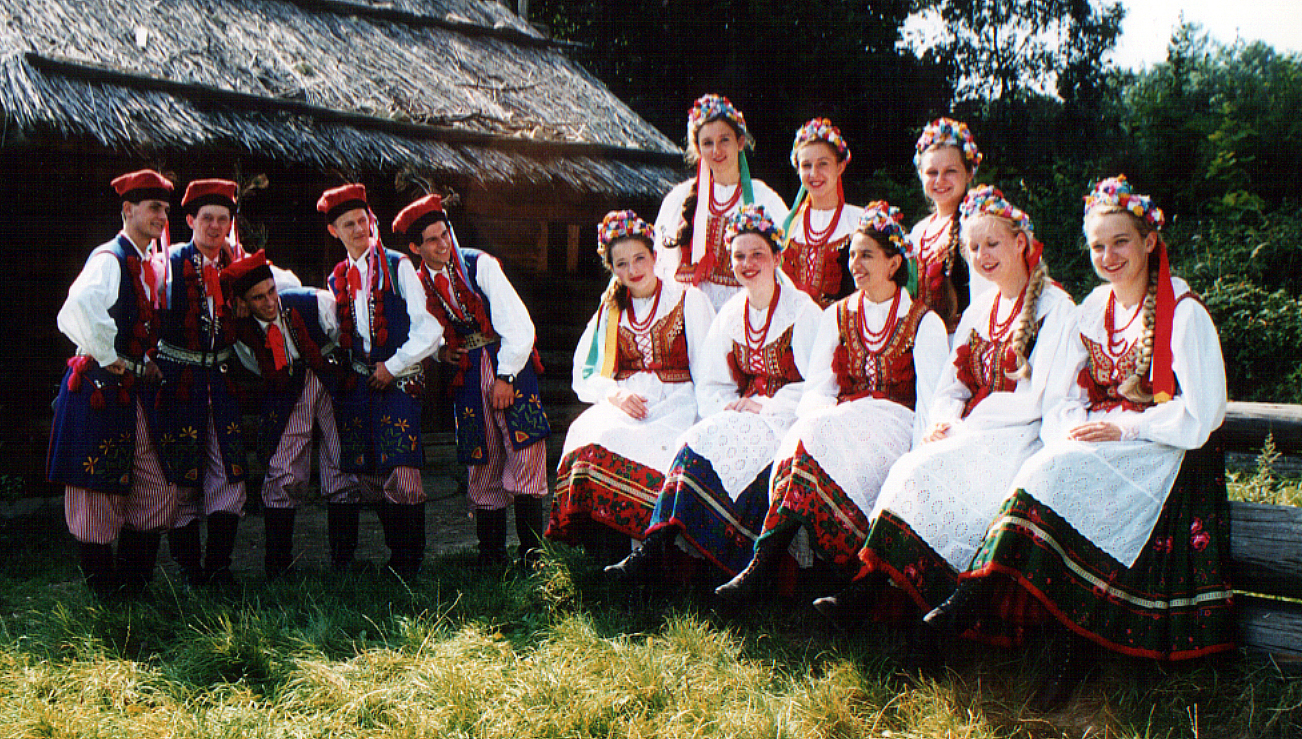
Krakowiacy w strojach ludowych

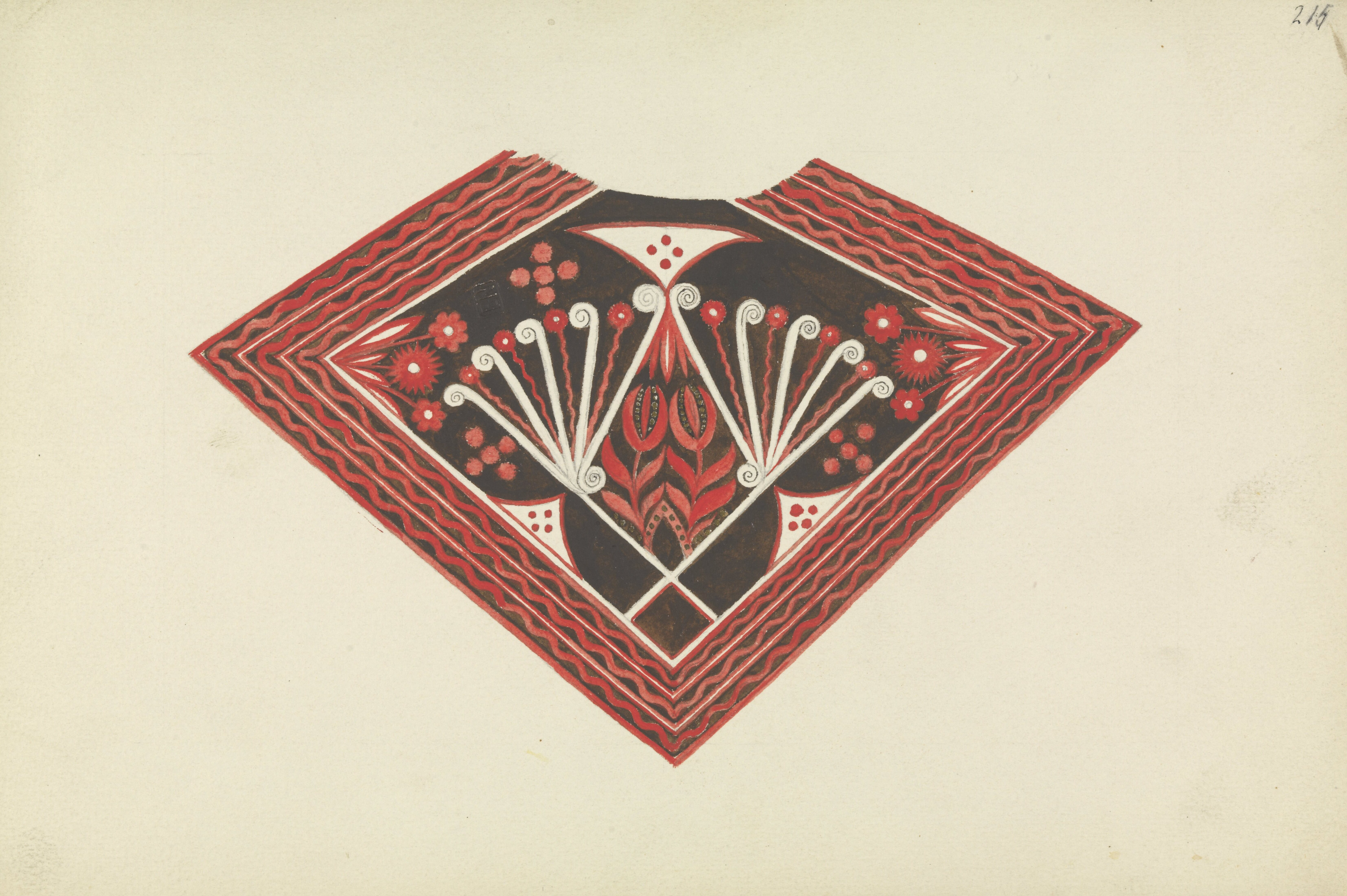
Hafty na pelerynie sukmany krakowskiej w okolicach Proszowic

Krakowiacy – najliczniejsza grupa etnograficzna Małopolski, zamieszkująca na obszarze historycznego województwa krakowskiego oraz częściowo na terenie historycznego województwa sandomierskiego.
Na południu od górali oddziela ich linia Bielsko-Biała–Wadowice–Kalwaria Zebrzydowska–Myślenice–Lipnica Murowana–Tarnów, na wschodzie nieprecyzyjna granica ze Sandomierzanami biegnąca za Tarnowem. Na zachodzie sąsiadują ze Ślązakami, a granicę wyznacza linia Oświęcim–Jaworzno–Częstochowa. Na północy granicę wyznacza linia Częstochowa–Kielce.

## Podział
Podział na Krakowiaków Wschodnich i Zachodnich opracowali Seweryn Udziela i Tadeusz Seweryn w oparciu o wizualne zróżnicowanie poszczególnych elementów stroju, w szczególności sukman. Agnieszka Marczak sugeruje możliwy podział także ze względu na zdobinę i typy gorsetów.
- Krakowiaków Wschodnich

Zasięg terytorialny to obszar sięgający: na zachodzie linii Jędrzejów–Miechów–Proszowice–Koszyce–Brzesko, na wschodzie dochodzi do rzeki Czarnej, Połańca i Tarnowa, na północy Jędrzejowa i Chmielnika i na południu linii Tarnów–Brzesko.
Powyższy obszar znajduje się w województwie świętokrzyskim i małopolskim.
- Krakowiaków Zachodnich

Zasięg terytorialny to obszar sięgający na zachodzie po rzekę Przemszę, na północy po Szczekociny, na wschodzie po Jędrzejów, Miechów, Proszowice, Koszyce i Brzesko, na południu po Myślenice, Kalwarię Zebrzydowską i Wadowice. Główne miastem tego obszaru stanowi Kraków. Strój ludowy Krakowiaków Zachodnich jest synonimem stroju krakowskiego w ogóle.
W węższym znaczeniu termin „Krakowiacy” oznacza mieszkańców najbliższych okolic Krakowa, w tym przypadku dzieli się ich na grupy: bronowicką, zabierzowską, lisiecką, flisacką, mogilską i tzw. Ogrodników ze wsi podmiejskich.
Folklor Krakowiaków wcześnie stał się obiektem zainteresowania ludoznawców, a w okresie Młodej Polski – także artystów (Stanisława Wyspiańskiego, Lucjana Rydla, Włodzimierza Tetmajera).
Jednym z najważniejszych dzieł poruszający folklor Krakowiaków jest „Cud mniemany, czyli Krakowiacy i Górale” – opera Wojciecha Bogusławskiego z muzyką Jana Stefaniego wystawiona w niedzielę 1 marca 1794 roku w Teatrze Narodowym w Warszawie. Uważana za pierwszą operę narodową.

## Strój ludowy Krakowiaków Wschodnich

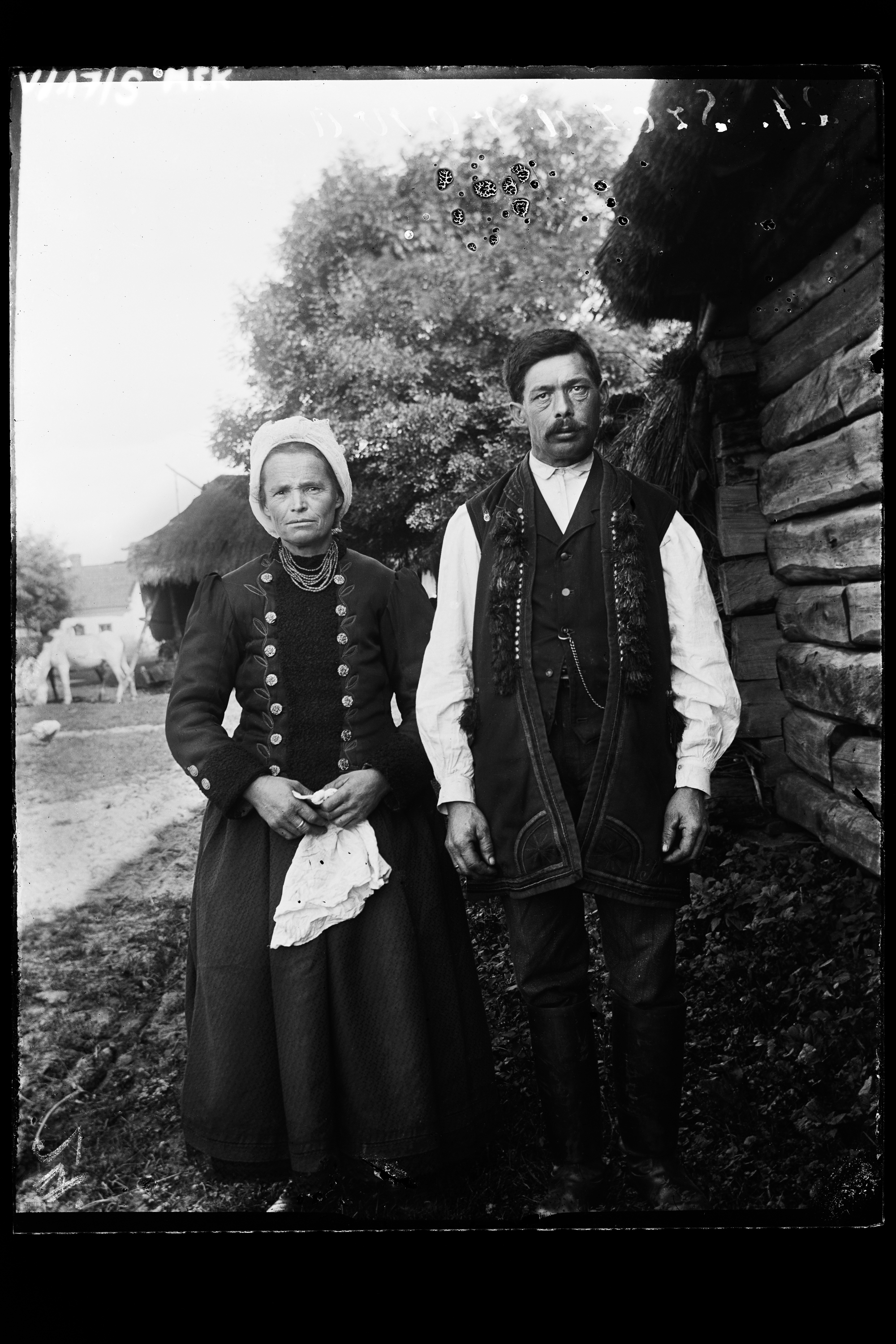
Krakowiacy Wschodni – mieszkańcy Szczurowej (1907).

Strój ludowy Krakowiaków Wschodnich posiadał wiele cech wspólnych ze strojem Krakowiaków Zachodnich - niektóre elementy były identyczne, inne różniły się pod względem kroju, zdobnictwa, rodzajem użytych materiałów. Różnice były warunkowane wpływami Ziemi sandomierskiej i kultury pogórzańskiej. W południowej części regionu strój był widocznie skromniejszy. Tadeusz Seweryn pisał: "Wydaje się jakoby moda wystawności, dekoracyjnych barw i ornamentu wtargnęła w II połowie XIX wieku do stroju Krakowiaków Skalbmierzaków, Proszowiaków, Pińczowiaków i Dąbrowiaków, ale ominęła całkowicie pas Pogórza leżący na południe od Tarnowa". W strojach Krakowiaków Wschodnich powszechniej i przez dłuższy czas (niż u zachodnich sąsiadów) stosowano tkaniny własnej produkcji - lniane i konopne samodziały, sukna, wełny. Stroje, tak jak w innych regionach, mocno różniły się między sobą w zależności od zamożności posiadacza.

### Strój męski
Koszule szyto z płótna samodziałowego - lniane dla bogatszych gospodarzy, konopno-lniane dla średniozamożnych i konopne dla uboższych. Pod koniec XIX w. popularność zdobyły tkaniny fabryczne, zwane kartonowymi lub towarem. Starodawne, zgrzebne koszule miały krój przyramkowy; składały się z dwóch dużych płatów materiału zszytych w ramionach prostokątnymi przyramkami (śtryflami). Przed 1870 r. koszule nie posiadały guzików, były wiązane przy szyi czerwoną tasiemką (slarecką); codzienne koszule miały niewysokie stójki, zaś koszule świętalne - wywijany kołnierzyk z lekko zaokrąglonymi końcami. Koszulę (długą do kolan) wypuszczano na spodnie i przepasywano pasem lub sznurkiem. 
Spodnie w stroju odświętnym wykonane były z cieńszego samodziału lub drelichu w paski – biało-błękitne lub biało-czerwone, czasem stosowano też perkal. Bogaci gospodarze nosili spodnie z sukna barwy granatowej, czarnej, ultramaryny (siwe) lub też materiałów fabrycznych (z cajgu, kortu, wełny). Po I wojnie światowej popularność zdobyły spodnie o kroju bryczesów, tzw. rajtki w ciemnej tonacji (czarne, szare, brązowe, oliwkowe).
Reprezentatywnym elementem stroju męskiego był kaftan. Zakładano je na odświętne koszule wpuszczane do spodni. Najczęściej szyto je z sukna granatowego, niebieskiego, ciemnoniebieskiego, szafirowego lub czarnego (w powiecie brzeskim noszono także kaftany jasnobłękitne). Kaftany nie miały rękawów, były wcięte w pasie i rozkloszowane dołem. Z tyłu zszywano je jedynie do wysokości pasa, przez co u dołu tworzyły się cztery luźno wiszące poły zwane skrzelami. Kaftan zapinano w okolicach pasa na haftki; po bokach były kieszenie zakryte trójkątną klapą. Przody kaftana zdobiono lekko wypukłymi mosiężnymi guzami oraz jedwabnymi chwostami, najczęściej barwy karminowej, zielonej, żółtej. Stójkę obszywano czerwonym suknem. Haftem zdobiono naroża przednich skrzeli; mogły być to potrójne uproszczone kwiaty na łodygach z liśćmi wyrastające z doniczki lub motywy pawiego pióra. Stosowano włóczki żółte, czerwone, zielone, z rzadka fioletowe, niebieskie i brązowe. Cechą charakterystyczną kaftanów z Zaborowa, Borzęcina i Szczurowej było haftowanie imienia i nazwiska właściciela i daty wykonania (najczęściej był to rok ślubu).
Sukmany były bardzo zróżnicowane. Stanowiły odzienie ludzi zamożnych; noszono ją rozpiętą, a tym samym pokazywano wdziany pod spód kaftan i pas. Seweryn Udziela zapisał: "Noszą oni bronzowe, czasem granatowe lub szare karazje z wiszącemi na plecach trójkątnymi kołnierzami". Karazja (też: kierezja, kierezyja) była długą do połowy łydki lub do kostek sukmaną z sukna brązowego, dopasowaną w pasie, rozszerzoną dołem, z dwoma fałdami z tyłu. Jej charakterystycznym elementem była suka – duży trójkątny kołnierz opadający na plecy w formie peleryny. Kierezyje były bogato haftowane włóczkami czerwonymi i białymi (ścieg łańcuszek i janina). Rękawy kierezji były długie, zakończone klapkami. Całość była lamowana czerwonym suknem.
Innym typem sukmany były sukmany białe, granatowe i czarne, krojem zbliżone do płóciennic (płótnianek, płócianek, górnic, kikli). Robocze płóciennice zaś szyto z materiałów zgrzebnych, a te do hasu (świąteczne) z lepszego jakościowo płótna lnianego, mocno bielonego. Płótnianki nosili chłopi niezależnie od stopnia zamożności; dla biedniejszych było to jedyne odzienie wierzchnie, bogatsi ubierali zimą po dwie płótnianki lub zarzucali ją w celu ochrony droższej sukmany lub kożucha w razie brzydkiej pogody. Krój był archaiczny w kroju, tzw. poncho podłużne. Podczas uroczystości przepasywano je przez ramię szeroką czerwoną wstęgą.
Uzupełnieniem stroju męskiego były pasy. Najbardziej ozdobne były pasy z brzękadłami (tenckami) mosiężnymi, wykonane z białej skóry, wąskie na 3–4 cm, zdobione małymi guziczkami z mosiądzu lub bakfonu oraz safianową plecionką koloru zielonego lub czerwonego. Brzękadła miały średnicę około 3 cm, było ich od kilkunastu do nawet pięćdziesięciu; mocowano je na czerwonych rzemykach – podczas ruchu, tańca, wydawały charakterystyczny dźwięk. Do pasów mocowano składany nożyk (kozik) oraz małą torebkę na hubkę i krzesiwo. Noszono także długie pasy rzemienne zwane smycką, nabijane dużymi metalowymi guzami i kabzlami. Wśród najbardziej zamożnych można było spotkać trzosy z brązowej, podwójnie złożonej skóry ozdabianej wytłaczanymi wzorami geometrycznymi, safianem i kabzlami.
Letnim nakryciem głowy były kapelusze słomiane o płaskich, szerokich rondach i owalnych denkach, zdobione wokół główki wstążką czerwoną lub z czarnego aksamitu. Noszono także kapelusze z czarnego twardego filcu. Czapką o odległej tradycji była magierka, czyli wełniana czapka wywinięta na kształt pieczarki; robiono ją na drutach ściegiem pończochowym z białej wełny zdobionej w wąskie pasowe wzory (najczęściej czerwone, niebieskie lub zielone). Wyplecioną magierkę poddawano folowaniu (spilśnianiu). Nakryciem początkowo jedynie obrzędowym były czapki rogatywki, czyli czerwone sukienne konfederatki krakowskie z czarnym otokiem barankowym, zdobione piórami pawimi, kogucimi, sztucznymi kwiatami i wstążkami (zdobina tego typu przybierała kształt niskiego wachlarza). Zimą noszono okrągło-stożkowe czapki barankowe z czarnego futra baraniego.
Latem chodzono przeważnie boso. Od święta i w zimną pogodę zakładano skórzane buty z cholewami różnego typu (miękkie, sztywne, proste lub z harmonijką, podkuwane – tzw. węgierskie lub dobczycoki).

### Strój kobiecy
Krój koszuli damskiej niewiele różnił się od koszuli męskiej; jedynie dołem doszywano płat materiału z płótna zgrzebnego, tzw, nadołek, pełniący funkcję bielizny. Do otworów szyjnych doszywano szerszy, lekko stojący kołnierzyk zwany krezą. Świąteczne koszule zdobiono haftem białym umiejscowionym na kołnierzu, mankietach, przy rozcięciu przednim. Kołnierzyki i mankiety niekiedy wycinano w obszywane ząbki. Haft barwny (czerwono-czarny i czerwony) występował na Powiślu Dąbrowskim.
Płócienne spódnice farbowano domowymi sposobami na kolory naturalne, np. brązowy, orzechowy, siwy, granatowy i zdobiono we wzory paskowe i kwietne. W latach 80. XIX w. w Małopolsce pojawiły się perkale biało-różowo-wiśniowe; szyto z nich różowiaki. Równolegle pojawiła się moda na tzw. fartuchy, czyli spódnice białe zdobione białym haftem w motywy roślinne i wycinane zęby. Spódnice nakrywano podobnymi w stylu zapaskami i mocno krochmalono. Pierwotnie tego typu zapaski, zszyte po krótszym brzegu, noszono pod spódnicami w celu utworzenia wrażenia "kopiastej" sylwetki. T. Seweryn notuje, że tego typu spodnie halki miały 3,20 metra szerokości i haftowane były na wysokość 25 cm. Halki były nieco dłuższe od spódnic i wystawały dołem. Z początkiem XX w. rozpowszechniły się coraz tańsze tkaniny fabryczne, przez co ubiór kobiecy uległ znacznemu zróżnicowaniu – pojawiły się wełniane perkale w odcieniach jasnych i ciemnych, wełenki w paski, batysty w motywy kwiatowe, kaszmiry i wełny o splocie rypsowym (zwane ostrymi), wełniana flanela, kreton, jedwab, atłas, tybety. Te ostatnie (tybety austryjackie) cieszyły się największą popularnością. Miały one czarne, białe (kremowe), czerwone (bordowe), ciemnoniebieskie i ciemnozielone tło oraz motyw pąsowych róż, kolczastych gałązek jeżyn i malin. Po 1923 r. na rynek polski wprowadzono tybety drukowane w Łodzi i Andrychowie.
Zarówno panny jak i mężatki nosiły gorsety. Najdawniejsze gorsety były szyte z sukna czerwonego lub niebieskiego, a ich krój był skomplikowany – składał się z szeregu wąskich płatów. Dołem doszywano małe kaletki; było ich około 26-36, ale najbogatsze kobiety miały gorsety o nawet 50 kaletkach. Gorsety tego typu nie były zdobione, o ich wystawności świadczył rodzaj zastosowanego materiału (aksamity drukowane w drobne rzuty, brokaty, adamaszki). Od XIX w. krój gorsetu uległ uproszczeniu, zaczęto stosować krój płaski. Dominowały kolory czarny, butelkowy zielony, ciemnoniebieski, granatowy, wiśniowy, fioletowy. U progu XX w. gorsety zaczęto ozdabiać cekinami, szychem, lamówkami, szamerunkami, guziczkami w motywy roślinne i geometryczne. Na całym omawianym obszarze dominowały dwa symetryczne motywy umiejscowione na przodach gorsetu i jeden na plecach. Z czasem wyszywano całą powierzchnię gorsetu stosując haft płaski kolorowymi nićmi. Kaletki pozostawiano gładkie, obszyte po brzegach cekinami.
Prócz gorsetów Krakowianki nosiły katanki. Zwykle ubierano je na koszule, pełniły bowiem funkcję odzieży wierzchniej. Wersje zimowe szyto z cieplejszych materiałów, latem ubierano katanki bawełniane lub płócienne. Sięgały nieco poniżej pasa i były wykładane na spódnice. Rękawy były długie, zwężające się ku dołowi, z rozciętymi i zapinanymi na haftki mankietami. Nie posiadały kołnierza. Z tyłu były proste lub ułożone w fałdy i kontrafałdy. Świąteczne katanki były bogato zdobione. Katany wyszły z powszechnego użycia po I wojnie światowej, zastąpione żakietami i bluzkami typu miejskiego.
Z końcem XIX w. w użycie weszły chusty wełniane we wzory orientalne lub geometryczne (w kratę), zastępując starodawne łoktuse i rańtuchy z białego płótna, muślinu czy tiulu. Początek XX w. przyniósł popularność chust tybetowych o rozmaitych kolorach. Popularne były duże chusty rypsówki, o prążkowanym lekko połyskliwym splocie, w motywami kwiatowymi w bordiurach, zakończone ręcznie przyprawianymi frędzlami włóczkowymi.
Podobnie jak mężczyźni, latem kobiety chodziły boso. Od święta i w zimnych porach roku obuwały buty takie same jak buty męskie. Od XX w. pojawiły się w użyciu sznurowane trzewiki sięgające połowy łydki. Na co dzień zakładano też drewniaki.
Korale były najdroższym elementem stroju kobiecego, toteż nie każda mogła sobie na nie pozwolić. Zakładano od 3 do 9 sznurów. Uboższe kobiety sprawiały sobie imitację, tzw. korale chlebowe, chlebaki lub dętki, czyli paciorki szklane. Korale niekiedy wiązano z tyłu wstążkami jedwabnymi opadającymi na plecy.

## Strój ludowy Krakowiaków Zachodnich

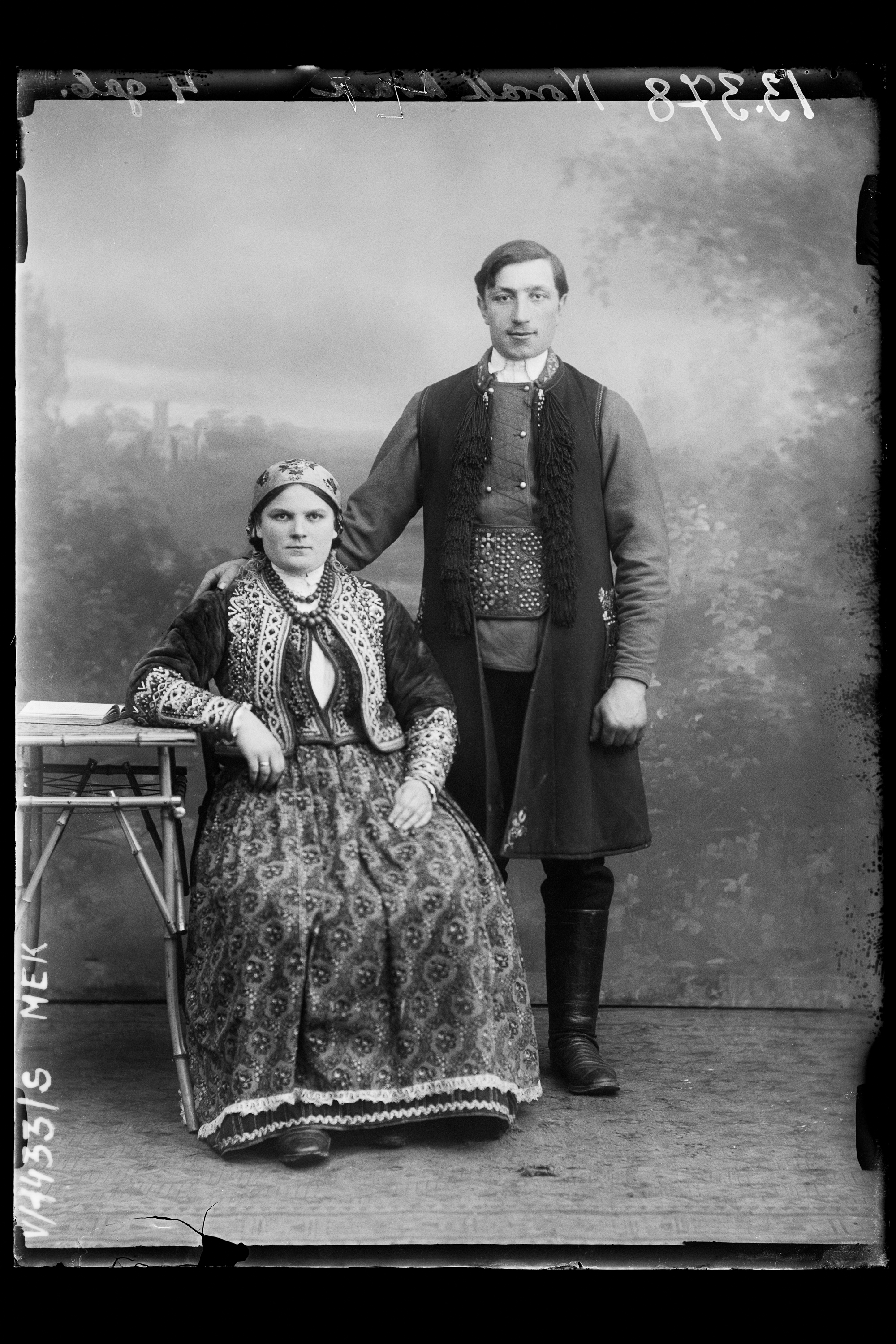
Małżeństwo z okolic Krakowa w strojach odświętnych (1914).

Niektóre elementy stroju Krakowiaków Zachodnich zaczęły się kształtować w pierwszej połowie XVIII w.. Duży wpływ na stroje ludności miały kontakty z miastami – Krakowem i Chrzanowem. Na jarmarki chodzono do Krzeszowic, Miechowa, Olkusza; korzystano też z usług obwoźnych handlarzy. W większości wsi zamieszkiwanych przez Krakowiaków Zachodnich mężczyźni zarzucili strój tradycyjny na rzecz miejskiego już w II połowie XIX w. (w strojach kobiecych można było zaobserwować wpływ mody miejskiej pod postacią cienkich kaftaników i bluzek noszonych zamiast gorsetów lub pod nimi). Niektórzy jednak nadal do stroju miejskiego nosili czapkę rogatywkę, magierkę lub celander oraz sukmanę.
Granice występowania stroju Krakowiaków Zachodnich były płynne, nie da się przez to wyznaczyć ich mocnych granic. Symbolicznym centrum stroju krakowskiego jest Kraków, chociaż sam strój noszony był w bliższych i dalszych od niego wsiach.

### Strój męski
Koszule Krakowiaków Zachodnich zasadniczo nie różniły się od koszul Krakowiaków Wschodnich. Rozcięte były mniej więcej do wysokości mostka i wiązane czerwoną tasiemką lub zapinane na spinkę z koralem. Od XX w. koszule szyto już wyłącznie z tkanin fabrycznych.
Spodnie (portki) jeszcze pod koniec XIX w. były szyte z materiałów takich jak koszule – płótna samodziałowego lnianego, drelichu lub cajgu. Bogatsi mężczyźni nosili spodnie z granatowego sukna. Latem do stroju paradnego zakładano spodnie ze wzorzystego perkalu – w wąskie paski biało-czerwone lub biało-błękitne albo w drobny rzucik kwiatowy. Na zachód od Krakowa noszono także spodnie niebiesko-siwe, przywożone z austriackiego wojska.
Na koszule zakładano kaftany identyczne w kroju jak kaftany Krakowiaków Wschodnich, ale nie zdobione haftami. Sukmany były tańszym rodzajem odzieży wierzchniej – najczęściej kupowano już gotową sukmanę, największym ośrodkiem krawieckim tego typu był Chrzanów, stąd sukmany białe, lamowane czerwoną wełenką i z takimiż mankietami, szamerowane wzdłuż stójki czarną wełenką z długimi chwostami nazywane były chrzanówkami. Sprzedawano je m.in. na krakowskim Kleparzu, w Podgórzu czy w Liszkach. Rzadziej występowały sukmany granatowe. Od I wojny światowej sukmany zaczęły pełnić funkcję jedynie reprezentacyjną podczas wesel i świąt państwowych. Biała sukmana urosła do rangi symbolu narodowego za przyczyną Tadeusza Kościuszki, którego gest przywdziania sukmany po zwycięskiej bitwie pod Racławicami w 1794 r. stał się znakiem solidarności z chłopami i walki o niepodległość. Popularnym odzieniem była płótnianka, zwana także górnicą, kilką i gunią.
Specyficznym odzieniem dla tej grupy były kabaty, zwane lajbikami, kamizelki i surduty. Kabaty były typem kurtki noszonym niezależnie od wieku, szytymi z wełny czarnej, czerwonej, fioletowej, zielonej lub białej; sięgały nieco poniżej pasa, miały długie rękawy i kołnierz. Zapinano je na guziki. Czasem zdobiono je drobnym haftem kwiatowym. Kamizelki zakładano pod kabat lub sukmanę, w kroju były podobne do kabatów, ale nie miały rękawów. Surduty były szyte z ciemnych tkanin fabrycznych i nawiązywały stylem do odzieży miejskiej. Tańszą wersją była kapota szyta z farbowanego na niebiesko płótna samodziałowego. Zimą bogaci gospodarze nosili kożuchy, najczęściej białe, długie, z dużym czarnym kołnierzem lub krótkie w kolorze żółtym. Kupowano je w Myślenicach, Dobczycach, Krakowie, a także na Podhalu.
Starsi mężczyźni przepasali się skórzanymi trzosami. Młodsi nosili długie paski z białej skórki, zdobione safianem, ćwiekami i mosiężnymi brzękadłami.
Do końca XIX w. najpopularniejszym nakryciem głowy mężczyzn był czarny, wysoki kapelusz filcowy z niewielkim rondem i zwężającą się u góry główką – celander. Opasywano je szeroką wstążką aksamitną spiętą klamrą. Ozdabiano je też pawimi i kogucimi piórami, kwiatami, rozmarynem, a nawet małymi lusterkami. Noszono także dziane na drutach w Tyńcu magierki oraz czapki rogatywki. Latem przeważały kapelusze słomiane, zimą zaś baranice.
Obuwia nie dopasowywano do rozmiaru stopy; buty (skórzane, wysokie, czasem karbowane) były większe – tak, by mieściła się w nich stopa owinięta onucami lub wełnianą skarpetą. W okresie międzywojennym zaczęły upowszechniać się trzewiki i półbuty sznurowane typu miejskiego. Noszono także wojskowe oficerki.

### Strój kobiecy
Koszule świąteczne już od połowy XIX w. szyte były w większości z tkanin fabrycznych lnianych i bawełnianych. Sięgały mniej więcej do pasa. Krój z tzw. karczkiem upowszechnił się we wsiach najbliższych Krakowowi u schyłku XIX w. W zależności od mody koszule przy szyi zakończone były kołnierzykiem, stójką, krezką lub dekoltem wyciętym w zęby. Koszule zdobiono haftem białym o motywach roślinnych. Koszule bywały spinane spinką z koralem.
Spódnice były bardzo zróżnicowane pod względem użytych tkanin, zdobień, szerokości, kolorów i wzorów. Na przełomie XIX i XX w. najpopularniejsze były spódnice z wzorzystych tybetów. Najstarsze z nich były grube i szorstkie, z czasem zaczęto produkować coraz cieńsze tkaniny tybetowe. Z tybetów szyto też chusty, gorsety, zapaski i katany. Spódnice były podobne w kroju – szyte z kilku brytów (półek, kuponów) tkaniny (u najbogatszych nawet z ośmiu), gęsto marszczone w pasie w tzw. zbiyry lub fałdy. Zimą zakładano kilka spódnic naraz. Wiązano je w pasie na troczek. Pod spódnice wkładano bieliznę pod postacią mocno wykrochmalonego białego fartucha, z czasem nazywanego halką. Dla oszczędności czasem przednią część spódnicy szyto z gorszej jakościowo tkaniny, a następnie zakrywano zapaską – wełnianą, perkalową, batystową, tiulową, atłasową. Zapaski były niewiele krótsze od spódnic. Na ważniejsze święta przepasano się zapaskami z białego płótna, bogato wyszywane haftem białym i dziurkowanym.
Gorsety w stroju ludowym nawiązywały do tzw. kształtów klas wyższych okresu renesansu. W jednej miejscowości mogło istnieć kilkadziesiąt różnych typów zdobiny gorsetu. Gorsety u dołu zakończone były drobnymi kaletkami, kontrafałdami lub falbanką. Zapinano je na haftki, często bardzo zdobne zapięcia ze skręcanego drutu zdobionego koralikami. Gorsety szyto z aksamitu, pluszu, tybetu, rypsu, brokatu, welwetu, perkalu lub jedwabiu. Elementami zdobniczymi były guziki, błyszcząca pasmanteria, koraliki, cekiny, włóczka, hafty płaskie nićmi. Niektóre gorsety lamowano kontrastującym do tła kolorem wełenki. Najbardziej charakterystycznymi w kroju i zdobinie są gorsety z podkrakowskich Bronowic oraz z Zielonek.
Zamożne Krakowianki nosiły bogato zdobione katanki (także zwane kaftanami i kabotami). Według W. Tetmajera w stroju krakowskim pojawiły się w latach 60.-70. XIX w.. W chłodniejsze dni ubierano je na gorsety lub noszono wprost na koszulach. W zdobinie i kroju były podobne do gorsetów z baskinką/fałdami, ale miały doszyte rękawy.
Najdroższym elementem odzieży był zimowy kożuch. Mogły sobie na niego pozwolić najzamożniejsze rodziny. Były długie do kolan, z jasnej skóry. W pierwszych dziesięcioleciach XX w. pojawiły się też krótsze kożuszki do pasa. W międzywojniu popularnością cieszyły się serdaki zapinane na pętelki i guziki, zdobione haftem i sprowadzane z Podhala. W XIX w. kobiety, podobnie jak mężczyźni, zakładały w chłodniejsze dni płótnianki. Najpowszechniejszym rodzajem okrycia wierzchniego wśród kobiet były duże chusty naramienne. Najstarszą ich formą były płócienne, cienkie rańtuchy. Bardzo popularne były wełniane chusty oknowate (w kratę) oraz chusty tureckie w orientalne wzory. Noszono też tańsze chusty tybetowe. Zimą okrywano się narzutami barankowymi.
Chustki były podstawowym nakryciem głowy tak panien, jak i mężatek. Do XIX w. noszono chusty wiązane nad czołem w formę czepca, mocno nakrochmalone – po zdjęciu nie zmieniały kształtu i można je było zakładać jak czapkę. Na początku XX w. pełnił wyłącznie rolę obrzędową podczas wesela. Najbardziej uroczyste chusty szyto z białej tkaniny i haftowano w jednym rogu wyszyciem białym i dziurkowanym, po brzegach wycinając zdobne zęby. Na przełomie XIX i XX w. najpopularniejsze były fabryczne chustki perkalowe z czerwonym lub bordowym tłem, tzw. pąsówki. Na Śląsku tego typu chustki nazywano purpurkami. Tego typu chusty popularne były nie tylko na znacznym obszarze monarchii austro-węgierskiej, ale nawet w Rosji. Podczas obrzędów weselnych panna młoda oraz jej dwie druhny ozdabiały głowy koroną, czyli wieńcem weselnym w postaci wysokiego na kilkanaście centymetrów wianka. W konstrukcji przypominały koronę, były bogato zdobione kwiatami, gałązkami, perełkami, koralikami i wstążkami. Mężatki i starsze kobiety nie nosiły wianków.
Buty wśród najbiedniejszej ludności upowszechniły się dopiero w okresie międzywojennym. Kobiety nosiły takie same buty skórzane jak mężczyźni, zaś od początków XX w. upowszechniły się sznurowane trzewiki, półbuty na obcasie słupkowym.